# Serbie aux Jeux olympiques de 1912
Le royaume de Serbie participe aux Jeux olympiques d'été de 1912 à Stockholm. C'est sa première apparition en tant que nation serbe puisque l'Etat deviendra après guerre le Royaume des Serbes, Croates et Slovènes, esquisse de la future Yougoslavie. Ce ne sera qu'en 2008 après la dissolution en 2006 de la Serbie-et-Monténégro que la Serbie sera repris comme nom de la délégation.
Tomašević est le porte-drapeau de la petite délégation nationale.

## Résultats

### Athlétisme
Deux athlètes serbes ont concouru dans les épreuves de courses ; Živko Nastić ne s'est pas présenté pour le départ du marathon.
| Athlète            | Épreuve  | Séries | Séries | Demi-finales | Demi-finales | Finale       | Finale       |
| Athlète            | Épreuve  | Temps  | Rang   | Temps        | Rang         | Temps        | Rang         |
| ------------------ | -------- | ------ | ------ | ------------ | ------------ | ------------ | ------------ |
| Dušan Milošević    | 100 m    | 11,6 s | 3e     | Éliminé      | Éliminé      | Éliminé      | Éliminé      |
| Dragutin Tomašević | Marathon | NC     | NC     | NC           | NC           | N'a pas fini | N'a pas fini |